# Chaos Computer Club Wien
Der Chaos Computer Club Wien (C3W) wurde am 5. Oktober 2002 als Chaosnahe Gruppe Wien (CNGW) gegründet. Am 1. September 2007 wurden die Vereinstätigkeiten eingestellt, wobei am 18. Januar 2016 dessen Reaktivierung beschlossen wurde.
Der C3W selbst ist, wie auch andere chaosnahe Gruppen in Österreich, ein eigenständiger Verein mit Nähe zum Chaos Computer Club. Der C3W verfügt gemäß österreichischem Vereinsrecht über alle Ämter, die ein Verein besitzen muss.
Die Clubräume befinden sich im Metalab, einem Hackerspace in der Wiener Innenstadt. Jeden dritten Dienstag im Monat treffen sich die Mitglieder sowie Freunde des Wiener Chaos Computer Clubs zum „Chaos. Communication. Caffeine.“

## Zweck
„Der Chaos Computer Club Wien (C3W) ist eine Gemeinschaft von Menschen, unabhängig von Geschlecht, Alter, Religion oder Weltanschauung, sexueller Orientierung, ethnischer Zugehörigkeit sowie gesellschaftlicher Stellung, die sich grenzüberschreitend für Informationsfreiheit einsetzt, den kritischen Umgang mit elektronischen Medien sowie der Risiken und Nebenwirkungen der elektronischen Kommunikation und die Verbreitung von freien Technologien und Standards und das Wissen um diese Entwicklung fördert. Wir verstehen uns daher bei Themen mit technologischem Hintergrund als Vertreter der Zivilgesellschaft.“

## Aktivitäten

### PrivacyWeek
Die PrivacyWeek ist eine jährliche, einwöchige Veranstaltungsreihe zum Thema Privatsphäre. Sie findet seit 2016 jährlich statt. In den Jahren 2020 und 2021 fand die PrivacyWeek coronabedingt vollständig remote statt und im 2022 fand erstmals keine PrivacyWeek statt.

### Chaos macht Schule
Chaos macht Schule ist eine Initiative mit dem Ziel, Schüler, Eltern und Lehrer in den Bereichen Medienkompetenz und Technikverständnis zu stärken und einen Blick hinter die Kulissen der digitalen Welt zu ermöglichen.

### Bundestrojaner
Der Chaos Computer Club Wien hat in Zusammenarbeit mit dem Chaos Computer Club zum Entwurf des Bundesministeriums für Justiz „(192/ME XXV. GP)“ eine ausführliche Stellungnahme abgegeben.

### E-ID
Ende Mai 2017 gab der Chaos Computer Club Wien eine Stellungnahme zum Ministerialentwurf 316/ME ab.

### Sicherheitspaket
Am 10. Juli 2017 veröffentlichte der C3W sein Statement zum Entwurf des Sicherheitspaketes der Österreichischen Bundesregierung und zeigte damit einige grundrechtliche Bedenken auf. Am 21. August 2017 folgte das Statement.

## Publikationen
- Gesellschaftliche Aspekte von Contact-Tracing-Apps[17]
- Stellungnahme zum Staatstrojaner[7]
- Digital Roadmap Austria 2015–2017[18]
- Für eine zeitgemäße digitale Bildung[19]
- Stellungnahme zur E-ID[20]
- Chaos Computer Club Wien und VHS Josefstadt starten Nerd-Café[21]